# Geprüfter Wirtschaftsfachwirt
Geprüfter Wirtschaftsfachwirt ist ein öffentlich-rechtlich anerkannter Abschluss auf Meisterebene, der nach einer erfolgreich absolvierten kaufmännischen Aufstiegsfortbildung gemäß Berufsbildungsgesetz vergeben wird. Die bundeseinheitliche Prüfung erfolgt auf Grundlage einer besonderen Rechtsverordnung vor dem Prüfungsausschuss einer Industrie- und Handelskammer (IHK). Die englische Bezeichnung des Abschlusses ist Bachelor Professional of Business (CCI).
Im Gegensatz zu anderen Fachwirten ist die Weiterbildung zum Wirtschaftsfachwirt nicht wirtschaftszweigbezogen, sondern branchenübergreifend. Der Geprüfte Wirtschaftsfachwirt entstand unter anderem aus dem Fachwirt für Betriebliches Management, den er 2011 schließlich ablöste.

## Arbeitsgebiete und Aufgaben
Wirtschaftsfachwirte sind befähigt, in Unternehmen und Wirtschaftsorganisationen unterschiedlicher Größe und Branchenzugehörigkeit sowie in verschiedenen Bereichen und Tätigkeitsfeldern eines Betriebes Sach-, Organisations- und Führungsaufgaben wahrzunehmen. Sie sind in der Lage:
- betriebswirtschaftliche Sachverhalte und Problemstellungen eines Unternehmens zu erkennen, zu analysieren und einer Lösung zuzuführen
- Geschäftsprozesse und Projekte eigenverantwortlich und selbstständig unter Berücksichtigung wirtschaftlicher und rechtlicher Aspekte sowie unter Anwendung eines adäquaten Methodeneinsatzes zu bewerten, zu planen und durchzuführen
- anhand einer zielorientierten Führung, Kooperation und Kommunikation Geschäftsprozesse und Projekte nach innen und außen zu gestalten, zu moderieren und zu kontrollieren.

## Fortbildungsinhalte
Gesetzliche Grundlage der Ausbildung ist die vom Bildungsministerium erlassene Verordnung über die Prüfung zum anerkannten Abschluss Geprüfter Wirtschaftsfachwirt/Geprüfte Wirtschaftsfachwirtin (WFachwPrV), die die zuvor gültigen kammerrechtlich geregelten Vorschriften zum Wirtschaftsfachwirt (IHK) am 1. September 2008 ablöste. Nach dieser bundesweit gültigen Verordnung erstellte der Deutsche Industrie- und Handelskammertag (DIHK) einen Rahmenplan mit Lernzielen.
Wirtschaftsfachwirte verfügen über Kenntnisse, Fertigkeiten und Erfahrungen, die sie in der Regel durch eine einschlägige Berufsausbildung, mehrjährige Berufserfahrung sowie in einem Prüfungsvorbereitungslehrgang erworben haben, die sie zu folgenden Qualifikationen befähigen sollen:
Wirtschaftsbezogene Qualifikationen
- Volks- und Betriebswirtschaft
- Rechnungswesen
- Recht und Steuern
- Unternehmensführung

Handlungsspezifische Qualifikationen
- Betriebliches Management
- Investition, Finanzierung, betriebliches Rechnungswesen und Controlling
- Logistik
- Marketing und Vertrieb
- Führung und Zusammenarbeit

Wer den Prüfungsteil Handlungsspezifische Qualifikationen bestanden hat, ist nach Zeugnisvorlage vom schriftlichen Teil der Prüfung zum Ausbilder befreit.

## Fortbildungsdauer
Der DIHK-Rahmenplan empfiehlt für die Fortbildung zum Wirtschaftsfachwirt einen Unterrichtsumfang von 650 Unterrichtsstunden. Öffentliche und private Bildungsträger bieten Lehrgänge zu den Prüfungen zwischen sechs und 24 Monaten sowohl in Vollzeit als auch berufsbegleitend oder per Fernlehre an; für die Zulassung zur Prüfung ist die Teilnahme an einem Lehrgang allerdings nicht verpflichtend.
Für Personen ohne eine kaufmännische Erstausbildung bieten einige Lehrgangsträger auch Brückenkurse die Basiswissen in Finanzbuchhaltung und eine Auffrischung in kaufmännischen Rechnen und anderem beinhalten.

## Prüfungszulassungsvoraussetzungen
Zur Teilprüfung Wirtschaftsbezogene Qualifikationen kann zugelassen werden, wer
- eine mit Erfolg abgelegte Abschlussprüfung in einem anerkannten mindestens dreijährigen kaufmännischen oder verwaltenden Ausbildungsberuf oder
- eine mit Erfolg abgelegte Abschlussprüfung in einem sonstigen anerkannten mindestens dreijährigen Ausbildungsberuf und danach eine mindestens einjährige Berufspraxis oder
- eine mit Erfolg abgelegte Abschlussprüfung in einem anderen anerkannten Ausbildungsberuf und danach eine mindestens zweijährige Berufspraxis oder
- eine mindestens dreijährige Berufspraxis (mit „kaufmännischen Bezügen“)

nachweist.
Zur Teilprüfung Handlungsspezifische Qualifikationen kann zugelassen werden, wer
- die abgelegte Teilprüfung Wirtschaftsbezogene Qualifikationen, die nicht länger als fünf Jahre zurückliegt, und
- mindestens ein bzw. ein weiteres Jahr Berufspraxis zu den genannten Zulassungsvoraussetzungen unter der Teilprüfung Wirtschaftsbezogene Qualifikationen

nachweist.

## Prüfungsdurchführung und Abschluss
Die Prüfung gliedert sich in einen wirtschaftsbezogenen Teil in Form einer schriftlichen Prüfung (jeweils eine Teilprüfung in VWL/BWL, in Rechnungswesen, in Recht & Steuern sowie in Unternehmensführung) und einen handlungsspezifischen Teil in Form einer schriftlichen Prüfung (auf einer Situationsaufgabe basierend) und, wenn diese bestanden wurde, einer Präsentation mit anschließendem Fachgespräch. Die schriftlichen Prüfungen finden bundeseinheitlich alle zur selben Uhrzeit am selben Tag statt.
Nach erfolgreich abgelegter Prüfung vergibt die prüfende Industrie- und Handelskammer den öffentlich-rechtlich anerkannten Abschluss Geprüfter Wirtschaftsfachwirt.

## Weiterbildung
Geprüfte Wirtschaftsfachwirte erfüllen die Voraussetzungen für einen allgemeinen Hochschulzugang.
Viele Hochschulen, vor allem Fachhochschulen bieten Anrechnungsmöglichkeiten des geprüften Wirtschaftsfachwirt auf betriebswirtschaftliche Studiengänge.
Die abgelegte Prüfung zum Fachwirt ist eine Zulassungsvoraussetzung für den geprüften Betriebswirt (IHK), wie auch für den Geprüften Betriebswirt (Hwo).

## Finanzielle Fördermöglichkeiten
Teilnehmer von Fortbildungslehrgängen können zur Förderung der Lehrgangs- und Prüfungsgebühren Leistungen über das Aufstiegsfortbildungsförderungsgesetz („Meister-BAföG“) beantragen.
Je nach Einzelfall ist auch eine Förderung durch die Agentur für Arbeit, bzw. das zuständige Jobcenter über einen sogenannten Bildungsgutschein möglich. Grundvoraussetzung hierfür ist eine entsprechende Zertifizierung des Bildungsträgers.